# 清水文雄
清水 文雄（しみず ふみお、1903年（明治36年）6月6日 - 1998年（平成10年）2月4日）は、熊本県出身の国文学者。和泉式部など中古文学・中世文学の研究で有名。作家・三島由紀夫の才能を見出したことで知られる。

## 経歴
1932年（昭和7年）、広島文理科大学卒業。1933年（昭和8年）、蓮田善明や栗山理一、池田勉と共に「国文学試論」を発行。1938年（昭和13年）、蓮田たちと共に「文藝文化」創刊。
1938年（昭和13年）、国語教師として旧制成城高校から学習院に赴任。1939年（昭和14年）、当時中等科3年生だった平岡公威（三島由紀夫）に、国文法と作文を教える。1940年（昭和15年）、寄宿舎の星雲寮舎監。1941年（昭和16年）8月上旬、「文藝文化」編集会議にて、平岡公威が書いた短編『花ざかりの森』の同誌掲載を推薦。なお三島が共に師事した国文学教師の同僚に松尾聰がいる。
『花ざかりの森』を掲載の際、父・平岡梓により文学を厳禁されていた平岡公威のため、筆名（ペンネーム）の使用を提案した。修善寺での同人誌「文藝文化」編集会議を兼ねた一泊旅行のとき、「三島」を通ってきたことと、富士を見ての連想から「ゆき」という名前が浮かんだという。そして、「伊藤左千夫（いとうさちお）」のような万葉風の名を希望した平岡公威本人が提示した「三島由紀雄」の名に対して、清水は「由紀雄」は重過ぎると助言し「三島由紀夫」となった。
第二次世界大戦後に学習院を辞し、戦後復興のため広島に赴任。広島師範学校や新制発足した広島大学に勤務。1966年（昭和41年）7月には、三島が『豊饒の海 第二巻 奔馬』の取材で、神風連の地・熊本市を8月に訪れる際の案内者・荒木精之を紹介した。また熊本に行く前に、広島に訪れた三島を江田島の海上自衛隊第1術科学校や、清水の読書懇談会「王朝文学の会」にも案内する。
1967年（昭和42年）、広島大学退官に際し、三島は「広島大学国文学攷 退官記念号」に、評論『古今集と新古今集』を寄稿した。以後は比治山女子短大（現：比治山大学）教授、のち学長に就いた。終生広島に在住した。三島自決後もいくつかの追悼回想を行っている。1993年（平成5年）には、大学図書館に「三島由紀夫文庫」が設置された。
1998年（平成10年）2月4日、肺炎で逝去。享年94。
2003年（平成15年）8月に、両者の交流を示す書簡集『師・清水文雄への手紙』が新潮社（解説宇野憲治）で出版された。

## 校訂・著書
- 『和泉式部歌集の研究 （笠間叢書342）』（笠間書院、2002年）
- 『校定本 和泉式部集 正・続 （笠間叢書 160）』（笠間書院、1981年、新装版1994年）
- 『和泉式部研究 （笠間叢書 209）』（笠間書院、1987年）
- 『和泉式部集総索引 （笠間索引叢刊 105）』（笠間書院、1993年）
- 『和泉式部集・和泉式部続集』（岩波文庫、改版 1983年）
- 『和泉式部日記』（岩波文庫、改版 1981年）
- 『和泉式部歌集』（岩波文庫、1956年）、文庫は各校訂
- 『衣通姫の流 （古川叢書）』（古川書房、1978年）
- 『王朝女流文学史 （古川叢書）』（古川書房、1972年、新装版1982年）
- 『清水文雄「戦中日記」 文学・教育・時局』（清水明雄編、笠間書院、2016年）
- 『河の音』（王朝文学の会、私家版、1967年）、※以下は随想集（非売品）
- 『続 河の音』（王朝文学の会、私家版、1984年）
- 『随想集 河の音 抄』（比治山女子短期大学、1986年）
- 『随想集 海』（私家版、1992年）